# Lileaci, Kiustendil
Lileaci (în bulgară Лиляч) este un sat în comuna Nevestino, regiunea Kiustendil,  Bulgaria. 

## Demografie
Componența etnică a satului Lileaci
     Bulgari (98,22%)
     Romi (1,77%)
     Nicio identificare (0%)
     Altele (0%)
La recensământul din 2011, populația satului Lileaci era de 169 locuitori. Din punct de vedere etnic, majoritatea locuitorilor (98,22%) erau bulgari, cu o minoritate de romi (1,77%). Pentru 0% din locuitori nu este cunoscută apartenența etnică.